# Bent Conradi

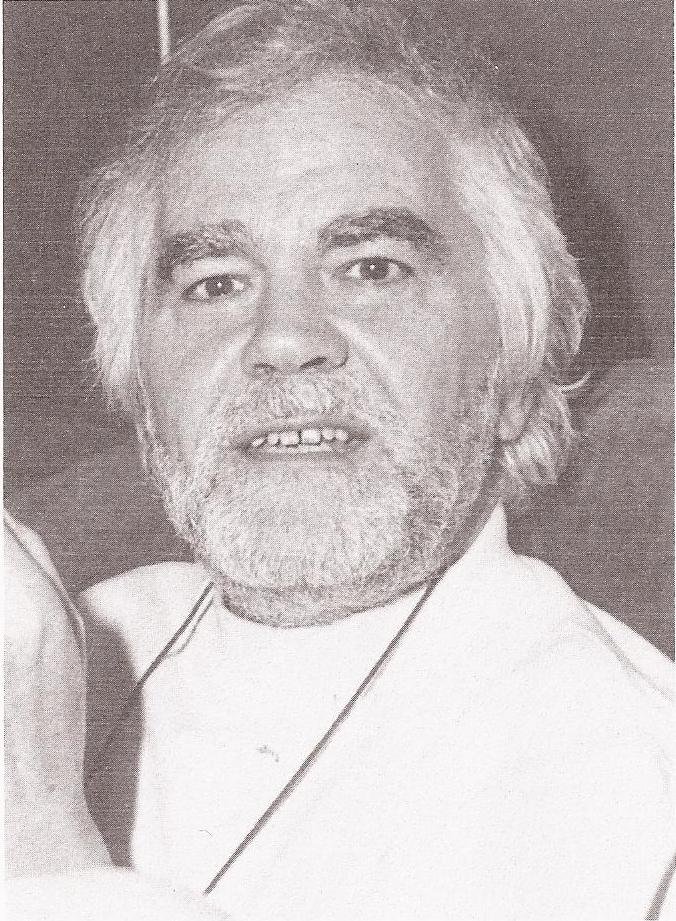
Bent Conradi, 1988

Bent Conradi (* 30. August 1932 in Århus, Dänemark; † 14. August 2024) war ein dänischer Schauspieler.

## Leben
Conradi stammte aus einer Künstlerfamilie und trat im Alter von 9 Jahren zum ersten Mal in einer Nebenrolle im Tivoligarden auf. Er debütierte im Alter von 13 als Stig Lommer im Tivoli. Seine erste Rolle als Erwachsener war 1960 die des Kapitän Leone in Volpone an der Dansk Folkescene.
Er wirkte als Theaterschauspieler bei vielen Inszenierungen am Aarhus Teater, Odense Teater, Folketeatret, Det Danske Teater, Café Teatret, Mungo Park und am Aalborg Teater mit. Im Fernsehen trat er in den Serie En by i provinsen, Kald mig Liva, Unit One – Die Spezialisten: Der letzte Kunde (Rejseholdet), Edderkoppen und in der Weihnachtsserie Gufol Mysteriet. Ebenso wirkte er bei mehreren dänischen Filmen meist in Nebenrollen, so unter anderem in Min søsters børn vælter byen, Slim Slam Slumm und Der verlorene Schatz der Tempelritter (Tempelriddernes skat) mit.
Bent Conradi war mit der Schauspielerin Birgit Conradi verheiratet.

## Filmografie
- 1964: Fem mand og Rosa
- 1968: Min søsters børn vælter byen
- 1971: Kære Irene
- 1971: Indbildt hanrej (Kurzfilm)
- 1974: Den stjålne brud (Spielfilm)
- 1976: John, Alice, Peter, Susanne og lille Verner
- 1977–1978: En by i provinsen (Fernsehserie)
- 1980: Vores år (Fernsehserie)
- 1980: Danmark er lukket
- 1981: Krigsdøtre (Fernsehserie)
- 1983: Koks i kulissen
- 1984: Privatdetektiv Anthonsen (Anthonsen, Fernsehserie)
- 1984: Nissebanden (Fernsehserie)
- 1986: Rejseholdet
- 1986: Hvor der er vilje, er der vej
- 1998: Den blå munk
- 2000: Edderkoppen
- 2000: Unit One – Die Spezialisten: Der letzte Kunde (Rejseholdet)
- 2003: De pokkers forældre
- 2002: Joystick Nation – Generation Hip Hop (Slim Slam Slum)
- 2003: The Bouncer (Manden bag døren)
- 2005: Der verlorene Schatz der Tempelritter (Tempelriddernes skat)
- 2008: Blændet af solen (Kurzfilm)